# Rachel Zimmerman
Rachel Zimmerman Brachman (nacida en 1972) es un científica e inventora espacial nacida en Canadá.  Inventó la "Impresora Blissymbol" en 1984, que simplifica la comunicación entre los usuarios con discapacidades físicas. Un usuario puede elegir varios símbolos de Bliss para transmitir sus pensamientos y la impresora traduce esas imágenes a texto escrito.  Su invención fue reconocida en todo el mundo y ha recibido varios premios por sus logros.

## Biografía
Zimmerman nació en Londres, Ontario. Desde temprana edad mostró gran interés por el arte, debate, música y especialmente la ciencia.  A la edad de doce años, desarrolló un programa de software utilizando Blissymbols.  Su "Impresora Blissymbol" está dirigida a personas con discapacidades físicas graves, como la parálisis cerebral, ya que proporciona un método fácil de comunicación.  Un usuario puede simplemente apuntar a varios símbolos en una página o tablero mediante el uso de un panel táctil especial. Cuando el usuario elige un símbolo, la Impresora Blissymbol convierte la imagen a inglés o francés; permitiendo que sus pensamientos sean transcritos efectivamente.  La idea original de su proyecto de ciencia la llevó a ganar una medalla de plata en la Exposición Mundial de Jóvenes Inventores (1985) y el Premio Juventud de YTV Televisión. Con su interés en la tecnología espacial e inteligencia asistencial, ahora trabaja en el Laboratorio de Propulsión a Chorro de la NASA con el objetivo de adaptar las innovaciones de la NASA a las necesidades de las personas con discapacidades.
Zimmerman obtuvo una licenciatura en física de la  Universidad de Brandeis en 1995 y una maestría en ciencias espaciales de la Universidad Internacional del Espacio en Francia en 1998. Intentó obtener una maestría en astronomía de la University of Western Ontario, pero dos meses después de iniciar, fue atropellada por un automóvil mientras montaba su bicicleta y se vio obligada a abandonar el programa.

## Carrera científica
Ha trabajado en el Centro de Investigación Ames de la NASA, la Agencia Espacial Canadiense, Sociedad Planetaria y el Instituto de Tecnología de California.Desde 2003, se ha desempeñado como especialista en educación sobre tecnología y tecnología del sistema solar y divulgación pública en el Laboratorio de Propulsión a Chorro de la NASA. Su trabajo ha sido publicado en el Informe Planetario, el diario de la Sociedad Nacional del Espacio y el astrograma del centro de Investigación Ames de la nasa.  está trabajando actualmente en el compromiso público con el sistema de energía de radioisótopos, así como en la educación formal para la Misión Cassini-Huygens en Saturno y Titán. dirige los talleres de desarrollo profesional para maestros en las conferencias anuales de la Asociación Nacional de Maestros de Ciencias y la Asociación de Maestros de Ciencias de California.  De 2013 a 2016, fue presidenta de educación científica para estudiantes con discapacidades.

## Premios
En 2011, recibió el Premio Visionario de la Exhibición de Mujeres en Cine y Televisión en el Festival Internacional de Cine de Toronto.